# Hammerstein (am Rhein)
Hammerstein település Németországban, Rajna-vidék-Pfalz tartományban. Lakosainak száma 338 fő (2023. december 31.).

## Népesség
A település népességének változása:
| Lakosok száma | 466  | 320  | 328  | 324  | 347  | 338  |
|               | 1975 | 2017 | 2019 | 2021 | 2022 | 2023 |